# 菵草属
菵草属（学名：Beckmannia）是禾本科下的一个属，为一年生草本植物。该属共有约2种，分布于北温带。

## 下属物种
- 菵草 Beckmannia syzigachne (Steud.) Fern.